# Xyloolaena richardii
Xyloolaena richardii là một loài thực vật có hoa trong họ Sarcolaenaceae. Loài này được (Baill.) Baill. miêu tả khoa học đầu tiên năm 1884.